# Basilia roylii
Basilia roylii är en tvåvingeart som först beskrevs av John Obadiah Westwood 1835.  Basilia roylii ingår i släktet Basilia och familjen lusflugor. Inga underarter finns listade i Catalogue of Life.